# Aleja Jana Kochanowskiego we Wrocławiu
Aleja Jana Kochanowskiego – arteria komunikacyjna we Wrocławiu (w latach 2011 – 2019 fragment drogi krajowej nr 98), łącząca południowe rejony miasta z trasą wylotową przez dzielnicę Psie Pole (i osiedle Psie Pole), Oleśnicę w stronę Warszawy. Przebiega – w przybliżeniu południkowo – w całości po Wielkiej Wyspie, łącząc most Szczytnicki z mostami Jagiellońskimi.
Wytyczona została w I połowie lat 20. XX wieku w związku z rozwojem kolonii osadniczej Wilhelmsruh (dziś osiedle Zacisze) w przybliżeniu po istniejącej tu wcześniej drodze ze Szczytnik na północ, przez Mirowiec (niem. Fiedewalde) do Psiego Pola. Aleja Kochanowskiego do roku 1945 nosiła nazwę Wilhelmsruher Straße.
Po II wojnie światowej patronem ulicy został najpierw astronom Mikołaj Kopernik, ale już w marcu 1946 roku ulicą Kopernika nazwano inną ulicę na Wielkiej Wyspie (znajduje się przy niej wrocławskie obserwatorium astronomiczne), a nowym patronem został poeta polskiego renesansu, Jan Kochanowski.
Przy alei, na całej długości (ok. 1,5 km) dwupasmowej (z pasem zieleni pośrodku), znajduje się w większości zabudowa willowa z lat 1930-1980 z budynkami jednorodzinnymi i „bliźniakami” oraz niska zabudowa wielorodzinna i kilka osiedlowych obiektów usługowo-handlowych; na początku ulicy (w obrębie Szczytnik) na posesji nr 3 znajduje się dom fundacji Moritzów, z roku 1902 (rozbudowany w 1909), a na położonej blisko Odry posesji nr 6a znajduje się przepompownia ścieków Szczytniki wybudowana w 1909.
Przez stumetrowy odcinek początkowy al. Kochanowskiego (od mostu Szczytnickiego do rozwidlenia z al. Różyckiego) pomiędzy jezdniami przebiega linia tramwajowa, wiodąca do Stadionu Olimpijskiego na Zalesiu.
Podczas „powodzi tysiąclecia” w 1997 al. Kochanowskiego niemal na całej długości była zalana wodami Odry. Teren osiedla Zacisze, przez który aleja ta przebiega zalewany bywał także i wcześniej (także przed wytyczeniem Wilhelmsruher Straße), m.in. na pamiątkę poprzedniej wielkiej powodzi we Wrocławiu, w 1903 roku, wmurowano w ścianę budynku na terenie Ogrodu Roślin Leczniczych Akademii Medycznej przy al. Kochanowskiego 12 znak, wskazujący poziom wody 15 lipca 1903. W ogrodzie tym rośnie m.in. kilka z wrocławskich pomników przyrody: lipa srebrzysta (Tilia tomentosa), wiąz szypułkowy (Ulmus laevis), wiązowiec zachodni (Celtis occidentalis) i topola czarna (Populus nigra), a sam ogród 28 grudnia 2000 r. został wpisany do rejestru zabytków pod numerem 593/Wm oraz dnia 2 listopada 2009 r. pod numerem A/1388/593/Wm.